# Epitausa perseverans
Epitausa perseverans är en fjärilsart som beskrevs av Walker 1858. Epitausa perseverans ingår i släktet Epitausa och familjen nattflyn. Inga underarter finns listade i Catalogue of Life.